# Сучасна академічна музика
Сучасна академічна музика — класична музика, складена близько до наших днів. До неї включають також серійну музику, електронну музику, експериментальну музику та мінімалістичну музику. Новіші форми музики включають спектральну музику та пост-мінімалізм.

## Історія

### Передумови
На початку ХХ століття композитори класичної музики експериментували із дезонансною висотою музики, яка іноді давала атональні твори. Після Першої світової війни деякі композитори прийняли неокласичний стиль, який прагнув повернути збалансовані форми. Після Другої світової війни композитори-модерністи прагнули досягти вищого рівня контролю в процесі композиції. Композитори також експериментували із засобами відмови від контролю, досліджуючи невизначеність в менших чи більших ступенях. Досягнення технологій призвели до народження електронної музики. Експерименти із стрічковими петлями та повторюваними текстурами сприяли появі мінімалізму. Інші композитори почали вивчати театральний потенціал музичного виступу (перформанс, змішана техніка, флюс). Продовжують створюватися нові твори сучасної класичної музики. Щороку Бостонська консерваторія в Берклі представляє 700 вистав. Нові роботи студентів програми сучасної класичної музики складають приблизно 150 з цих вистав.

### 1945–75
Європейські та американські традиції розійшлися після Другої світової війни. Серед найвпливовіших композиторів Європи були П'єр Булез, Луїджі Ноно та Карлхайнц Штокгаузен. Важливою естетичною філософією, а також групою композиційних прийомів у цей час був серіалізм, який брав за вихідну точку композиції Арнольд Шенберг та Антон Веберн (але були проти традиційної дванадцятитонової музики), а також були тісно пов'язані з ідеєю Ле Корбюзьє про модуль. Однак деякі традиційні композитори, такі як Дмитро Шостакович та Бенджамін Бріттен, зберігали тональний стиль композиції.
В Америці композитори Мілтон Беббіт, Джон Кейдж, Елліотт Картер, Генрі Коуелл, Філіп Гласс, Стів Рейх, Джордж Рочберг і Роджер Сешонс, формували власні ідеї. Деякі з цих композиторів (Кейдж, Коуелл, Гласс, Рейх) представляли нову методологію експериментальної музики, яка почала ставити під сумнів основні поняття музики, такі як нотування, виконання, тривалість і повторення.

## Рухи

### Неоромантизм
Неоромантизмі, який процвітав наприкінці XIX — на початку XX століття, продовжує використовуватися сучасними композиторами. Це ніколи не вважалося шокуючим або суперечливим у великому музичному світі — як це було статистично продемонстровано принаймні для Сполучених Штатів, де  композитори продовжують працювати в тому, що залишалося в цьому столітті основним напрямком композиції, орієнтованої на тони.

### Високий модернізм
Серіалізм — один з найважливіших повоєнних рухів серед модерністських шкіл. Серіалізм, більш конкретно названий «інтегральним» або «складним» серіалізмом, очолювали  композитори П'єр Булез, Бруно Мадерна, Луїджі Ноно і Карлхайнц Штокхаузен в Європі, а також Мілтон Баббіт, Дональд Мартіно, Маріо Давидовський і Чарльз Уорінен в Сполучених Штатах. Деякі з їх композицій використовують упорядкований набір, який можуть бути основою для всієї композиції, тоді як інші використовують «невпорядковані» набори. Цей термін також часто використовується для додекафонії, або дванадцятитонової техніки, яка альтернативно розглядається як модель цілісного серіалізму.
Незважаючи  занепад в останній третині XX століття, наприкінці століття залишалися композиторів, які продовжували просувати ідеї та форми високого модернізму. Серед них П'єр Булез, Поліна Оліверос, Тору Такеміцу, Джейкоб Дракман, Джордж Перле, Ральф Шейпі. Франко Донатоні, Джонатан Гарві, Ерккі Салменхаара та Хенрік Отто Доннер, Магнус Ліндберг, Джордж Бенджамін, Брайан Фернейхоу, Вольфган Рім, Річард Вернік, Річард Вільсон та Джеймс Макміллан.

#### Електронна музика

##### Комп'ютерна музика
Між 1975 і 1990 роками відбувся зсув парадигми комп'ютерних технологій, що зробило електронні музичні системи  широкодоступними. Персональний комп'ютер став важливою складовою обладнання електронного музиканта, замінивши аналогові синтезатори і виконуючи традиційні функції композиції та оцінки, синтезу та обробки звуку, вибірки аудіовходу та контролю.

#### Полістилізм (еклектика)
Деякі автори ототожнюють полістилізм з еклектикою, а інші різко розмежовують.

### Постмодернізм

#### Історизм
Музичний історизм — використання історичних матеріалів, структур, стилів, прийомів, засобів масової інформації, концептуального змісту — очевидний різною мірою в мінімалізмі, пост-мінімалізм та інші жанри підтримувались або зазнали значного пожвавлення в останні десятиліття.
Рух тісно пов'язаний з появою музикознавства та раннім відродженням музики. На низку композиторів істориків вплинуло глибоке знайомство з інструментальними практиками попередніх періодів (Гендрік Буман, Грант Колберн, Майкл Талбот, Паулу Гальвао, Роман Туровський-Савчук). Рух музичного історизму стимулювався утворенням міжнародних організацій  Деліанське товариство та Vox Saeculorum.

#### Вплив артроку
З 1980-х років з'явились деякі композитори, які зазнали впливу артроку, наприклад, Ріс Чатем.

#### Нова складність
Нова Складність — це течія сьогоднішнього дня[коли?]. Європейська сучасна авангардна музична сцена, названа у відповідь на Нову простоту. Пропонують ввести цей термін композитор Найджел Осборн, бельгійський музикознавець Гаррі Галбрайх та британсько-австралійський музикознавець Річард Тооп, який дав поштовх руху своєю статтею «Чотири грані нової складності».
«Нова Складність» найлегше характеризується використанням технік, які вимагають складних нотних записів. Це включає розширені технічні прийоми, мікротональність, непарні налаштування, сильно диз'юнктований мелодійний контур, інноваційні тембри, складні поліритми, нетрадиційні інструментарії, різкі зміни гучності та інтенсивності тощо. Композитори, що пишуть у цьому стил: Річарда Баретта, Браяна Фернейху, Клауса-Стеффена Манкопфа, Джеймса Діллона, Майкла Фіннісі, Джеймса Ербера та Роджера Редгейта.

## Розвиток за посередництвом

### Опера
Серед відомих композиторів опер з 1975 року:
- Марк Адамо
- Джон Адамс
- Томас Адес
- Мігель дель Агіла
- Брюс Адольф
- Роберт Ешлі
- Лера Ауербах
- Джеральд Баррі
- Джордж Бенджамін
- Тім Бенджамін
- Лучано Беріо
- Майкл Берклі
- Оскар Б'янкі
- Гаррісон Біртвіст
- Антоніо Брага
- Рудольф Бруччі
- Джон Кейдж
- Роберто Карневале
- Елліотт Картер
- Даніель Катан
- Том Чипулло
- Аціо Коргі
- Майкл Догерті
- Пітер Максвелл Девіс
- Джон Ітон
- Оскар Едельштейн
- Петр Етвесь
- Мухаммед Файруз
- Брайан Ферніхоу
- Лоренцо Ферреро
- Хуан Карлос Фігейрас
- Лука Франческоні
- Філіп Гласс
- Елліот Голденталь
- Рікі Ян Гордон
- Дарон Хаген
- Ганс Вернер Генце
- Берн Гербольсгаймер
- Йорк Геллер
- Гельмут Лагенманн
- Лорі Лайтман
- Андре Лапорт
- Дьєрдь Лігеті
- Ліза Лім
- Девід Т. Літтл
- Лука Ломбарді
- Міссі Маццолі
- Річард Міл
- Олів'є Мессієн
- Роберт Моран
- Ніко Мухлі
- Ольга Нойвірт
- Луїджі Ноно
- Per Nørgård
- Майкл Найман
- Майкл Обст
- Маркус Паус
- Анрі Пуссер
- Кевін Путс
- Ейноджухані Раутаваара
- Кайя Сааріахо
- Ауліс Саллінен
- Керол Самс
- Девід Савер
- Говард Шор
- ЛуїСічіліано
- Карлхайнц Штокгаузен
- Сомтов Сухаріткул
- Йозеф Таль
- Стефано Вагніні
- Мішель ван дер Аа
- Джудіт Вір

### Твори для камерного оркестру
- Композиція для дванадцяти інструментів (1948, рев. 1954) — Мілтон Беббіт
- Концерт для семи духових інструментів, литавр, перкусії та струнного оркестру (1949) — Френк Мартін
- Дрей Лідер (1950) — Карлгайнц Штокгаузен
- Nummer 2 (1951) — Карел Гоейварц
- Екзотики Уазо (1956) — Олів’є Мессіан
- Реквієм для струнних (1957) — Такеміцу Тору
- Плач за жертвами Хіросіми  (1960) — Кшиштоф Пендерецький
- Подвійний концерт для клавесину та фортепіано з двома камерними оркестрами (1961) — Елліотт Картер
- Зупинка (1965) — Карлгайнц Штокгаузен
- Фантазія для струнних струн (1966) — Ганс Вернер Генце
- Концерт для кларнета та вібрафона з шістьма інструментальними формаціями (1968) — Жан Барраке
- Розгалуження (1968–69) — Дьордь Лігеті
- Виступ I (для Кеті) (1972) — Лучано Беріо
- Гітарний концерт No2 для гітари та струнних струн (1985) — Алан Ховханесс
- Кол-Од  (1996) — Лучано Беріо
- Концерт Аско (2000) — Елліотт Картер
- Діалоги для фортепіано та камерного оркестру (2003) — Елліотт Картер
- Фюнф Штернхайхен (2004) — Карлгайнц Штокгаузен

### Кінотеатр
Сучасна класична музика може бути представлена саундтреками, такими як Стенлі Кубрика «Космічна одіссея» 2001 року (фільм) «Із широко заплющеними очима» (1999), Кшиштоф Пендерецький. Жан-Люк Годар у «Китаянка» (фільм, 1967) (1967), та «Набережна братів» у «In Absentia» (2000).

## Фестивалі сучасної музики
- Ars Musica, Брюссель, Бельгія
- Вибух на Can Can марафоні
- Фестиваль Донауешинген
- Тиждень музики Фонду Гаудеамуса в Амстердамі
- Фестиваль сучасної музики в Хаддерсфілді
- Люцернський фестиваль у Швейцарії
- Фестиваль MATA у Нью-Йорку
- Музична бієнале в Загребі
- Musica (французький музичний фестиваль)
- Листопадова музика в місті Гертогенбос (Нідерланди)
- Інші розуми в Сан-Франциско
- Фестиваль сучасної музики півострова
- Варшавська осінь у Польщі
- Фестиваль Джорджа Енеску в Румунії
- Фестиваль сучасної музики Кабрійо в Санта-Крус, Каліфорнія